# Golden Raspberry Awards 1992
De Golden Raspberry Awards 1992 was het dertiende evenement rondom de uitreiking van de Golden Raspberry Awards. De uitreiking werd gehouden op 20 maart 1993 in het Hollywood Roosevelt Hotel voor de slechtste prestaties binnen de filmindustrie van 1992.

## Genomineerden en winnaars
| "Winnaar"* |

| Categorie | Nominaties |
| --- | ---------- |
| Slechtste film                                                                                                |            |
| Shining Through (20th Century Fox)                                                                            |            |
| Christopher Columbus: The Discovery (Warner Bros.)                                                            |            |
| Final Analysis (Warner Bros.)                                                                                 |            |
| Newsies (Disney)                                                                                              |            |
| The Bodyguard (Warner Bros.)                                                                                  |            |
| Slechtste acteur                                                                                              |            |
| Sylvester Stallone in Stop! Or My Mom Will Shoot                                                              |            |
| Jack Nicholson in Hoffa and Man Trouble                                                                       |            |
| Kevin Costner in The Bodyguard                                                                                |            |
| Michael Douglas in Basic Instinct en Shining Through                                                          |            |
| Tom Selleck in Folks!                                                                                         |            |
| Slechtste actrice                                                                                             |            |
| Melanie Griffith in Shining Through en A Stranger Among Us                                                    |            |
| Kim Basinger in Cool World en Final Analysis                                                                  |            |
| Lorraine Bracco in Medicine Man en Traces of Red                                                              |            |
| Whitney Houston in The Bodyguard                                                                              |            |
| Sean Young in Love Crimes                                                                                     |            |
| Slechtste mannelijke bijrol                                                                                   |            |
| Tom Selleck in Christopher Columbus: The Discovery                                                            |            |
| Alan Alda in Whispers in the Dark                                                                             |            |
| Danny DeVito in Batman Returns                                                                                |            |
| Marlon Brando in Christopher Columbus: The Discovery                                                          |            |
| Robert Duvall in Newsies                                                                                      |            |
| Slechtste vrouwelijke bijrol                                                                                  |            |
| Estelle Getty in Stop! Or My Mom Will Shoot                                                                   |            |
| Ann-Margret in Newsies                                                                                        |            |
| Jeanne Tripplehorn in Basic Instinct                                                                          |            |
| Sean Young in Once Upon A Crime                                                                               |            |
| Tracy Pollan in A Stranger Among Us                                                                           |            |
| Slechtste regisseur                                                                                           |            |
| David Seltzer voor Shining Through                                                                            |            |
| Barry Levinson voor Toys                                                                                      |            |
| Danny DeVito voor Hoffa                                                                                       |            |
| John Glen voor Christopher Columbus: The Discovery                                                            |            |
| Kenny Ortega voor Newsies                                                                                     |            |
| Slechtste scenario                                                                                            |            |
| Stop! Or My Mom Will Shoot, geschreven door Blake Snyder, William Osborne en William Davies                   |            |
| Christopher Columbus: The Discovery, scenario door John Briley, Cay Bates en Mario Puzo                       |            |
| Final Analysis, scenario door Wesley Strick, verhaal door Robert H. Berger, M.D. (consultant), en Strick      |            |
| Shining Through, geschreven door David Seltzer, gebaseerd op de roman van Susan Isaacs                        |            |
| The Bodyguard, geschreven door Lawrence Kasdan                                                                |            |
| Slechtste nieuwe ster                                                                                         |            |
| Pauly Shore in Encino Man                                                                                     |            |
| Georges Corraface in Christopher Columbus: The Discovery                                                      |            |
| Kevin Costners Crewcut in The Bodyguard                                                                       |            |
| Sharon Stones eerbetoon aan Theodore Cleaver in Basic Instinct                                                |            |
| Whitney Houston in The Bodyguard                                                                              |            |
| Slechtste originele lied                                                                                      |            |
| "High Times, Hard Times" uit Newsies, muziek door Alan Menken, tekst door Jack Feldman                        |            |
| "Book of Days" uit Far and Away, muziek door Enya, tekst door Roma Ryan                                       |            |
| "Queen of The Night" uit The Bodyguard, geschreven door Whitney Houston, L.A. Reid, Babyface en Daryl Simmons |            |

1980 ·
1981 ·
1982 ·
1983 ·
1984 ·
1985 ·
1986 ·
1987 ·
1988 ·
1989 ·
1990 ·
1991 ·
1992 ·
1993 ·
1994 ·
1995 ·
1996 ·
1997 ·
1998 ·
1999 ·
2000 ·
2001 ·
2002 ·
2003 ·
2004 ·
2005 ·
2006 ·
2007 ·
2008 ·
2009 ·
2010 ·
2011 ·
2012 ·
2013 ·
2014 ·
2015 ·
2016 ·
2017 ·
2018 ·
2019 ·
2020 ·
2021 ·
2022 ·
2023 ·
2024